# Eberhard Geyer
Eberhard Geyer (* 11. Mai 1899 in Wien; † 5. Februar 1943 gefallen in Maloarchangelsk) war ein österreichischer Anthropologe und Professor an der Universität Wien.
Der Sohn des Orientalisten Rudolf Geyer begann 1924 mit der erbbiologischen Erfassung menschlicher Ohren in verschiedenen Orten (Wien, Krems an der Donau, Gußwerk, Weichselboden). Er lehrte ab 1927 als Professor am Anthropologischen Institut der Universität Wien und hielt dort Vorlesungen über Rassenhygiene. Seit 1931 war er Mitglied der Erbbiologischen Arbeitsgemeinschaft von Josef Weninger. 1932 habilitierte er sich über Material aus Lappland. 1933 trat er in die NSDAP in Österreich ein. Er wurde Gauhauptstellenleiter im Rassenpolitischen Amt. Auch war er der zweite Vorsitzende der Wiener Gesellschaft für Rassenpflege sowie der Vortragssekretär der „Anthropologischen Gesellschaft in Wien“. 1938 folgte er dem entlassenen Josef Weninger nach in der Leitung des Anthropologischen Instituts in Wien. Eine „Rassendiagnose“ nach dem schwedischen Anthropologen Essen-Möller wurde auch zur Ermittlung von Vaterschaftsfeststellungen als exakte Methode aufgestellt. Sein Assistent Karl Tuppa sowie Dora Kahlich-Könner vertraten ihn, als er wegen seines Wehrdienstes ab 1941 nicht mehr lehren konnte. Zu den Schülerinnen zählt auch Elfriede Fliethmann.
Er gehörte der Wiener akademischen Burschenschaft Libertas an.

## Schriften
- Die anthropologischen Ergebnisse der mit Unterstützung der Akad. d. Wiss. in Wien veranstalteten Lapplandexpedition 1913/14, Mitt. der Anthropolog. Gesellschaft Wien 62, 1932
- Die Rassen und Völker auf dem Boden Österreichs, 1936